# La Seca (Cuadros)

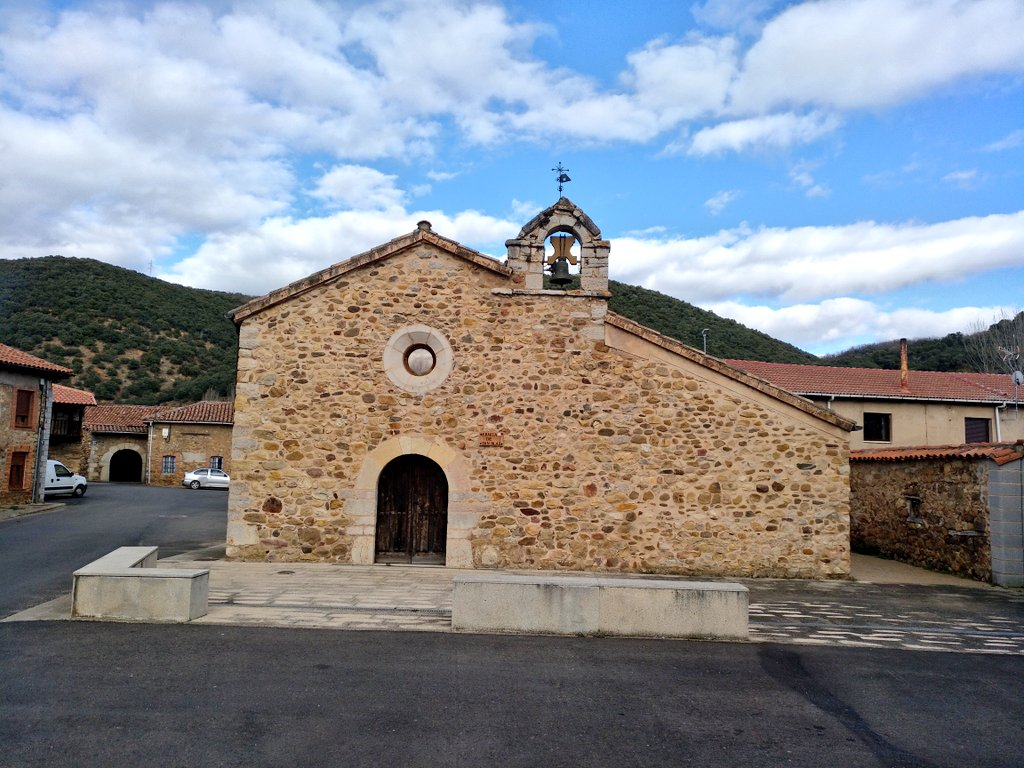
Ermita de San Blas

La Seca de Alba es una localidad española, perteneciente al municipio de Cuadros, en la provincia de León, la comarca de la Montaña Central y la comunidad autónoma de Castilla y León. 
Cuenta con un censo de 156 habitantes según los datos de 2013 (INE), 75 varones y 81 mujeres.  
El patrón de la localidad es San Blas, 3 de febrero, aunque sus fiestas se celebran el último fin de semana del mes de julio en honor al mismo patrón.
Destaca entre su arquitectura la ermita en honor al santo patrón que fue recuperada tras años destinada a otros usos como consultorio médico.  
Perteneciente al antiguo concejo de Alba estuvo relacionada con la diócesis de Oviedo durante un largo periodo de tiempo en el pasado.  
Situado en el margen izquierdo del río Bernesga.
Los terrenos de La Seca de Alba limitan con los de Cascantes de Alba al norte, Brugos de Fenar, Rabanal de Fenar, Candanedo de Fenar, Naredo de Fenar, Pardavé y Pedrún de Torío al noreste, Matueca de Torío, Fontanos de Torío, La Flecha de Torío y Garrafe de Torío al este, Valderilla de Torío, Palazuelo de Torío y Riosequino de Torío al sureste, Cabanillas al sur, Valsemana y Camposagrado al suroeste, Tapia de la Ribera y Benllera al oeste y Carrocera, Santiago de las Villas, Olleros de Alba y Sorribos de Alba al noroeste.
Perteneció al antiguo Concejo de Alba.